# Ophioconis forbesi
Ophioconis forbesi är en ormstjärneart som först beskrevs av Heller 1862.  Ophioconis forbesi ingår i släktet Ophioconis och familjen Ophiodermatidae. Inga underarter finns listade i Catalogue of Life.